# Лазнув (остановочный пункт)
Лазнув (пол. Łaznów) — остановочный пункт железной дороги (платформа) в селе Лазнув в гмине Рокицины, в Лодзинском воеводстве Польши. Имеет 2 платформы и 2 пути. 
Остановочный пункт на железнодорожной линии Варшава — Катовице, построен в 1947 году.